# Каранайаул
Каранайаул (кум. Къаранайавул) — село в Каякентском районе Республики Дагестан. Образует сельское поселение село Каранайаул, как единственный населённый пункт в его составе.

## География
Село расположено в 5 км к юго-западу от города Избербаш и в 25 км к северо-западу от районного центра — Новокаякент. К западной окраине примыкает село Сагаси-Дейбук.

## История
Село было образовано как отсёлок аула Уллу-Бойнак под названием Дазу-юрт, а позже получило название Янги-Бойнак. В 1930-е годы было переименовано в честь партизана-красноармейца Гаджи Каранаева в Каранайаул.

## Население
| 1869  | 1888  | 1895  | 1926  | 1939  | 1970  | 1989  |
| ----- | ----- | ----- | ----- | ----- | ----- | ----- |
| 147   | ↗653  | ↘538  | ↘485  | ↗502  | ↗775  | ↗2461 |
| 2002  | 2010  | 2012  | 2013  | 2014  | 2015  | 2016  |
| ↘1725 | ↘1695 | ↗1721 | ↘1705 | ↗1708 | ↗1712 | ↗1721 |
| 2017  | 2018  | 2019  | 2020  | 2021  | 2023  | 2024  |
| ↗1736 | ↗1762 | →1762 | ↗1774 | ↘1722 | ↘1712 | ↗1720 |
| 2025  |       |       |       |       |       |       |
| ↗1750 |       |       |       |       |       |       |

Национальный состав
По данным Всероссийской переписи населения 2021 года:
| №        | Национальность | Численность, чел. | Доля    |
| -------- | -------------- | ----------------- | ------- |
| 1        | кумыки         | 1 629             | 94,59 % |
| 1.000001 | не указавшие   | 0                 | 0 %     |
| 1.000002 | прочие         | 93                | 5,40 %  |
| 1.000003 | всего          | 1 722             | 100 %   |

## Инфраструктура
- виноградарское хозяйство ГУП «Чкаловский» (бывший совхоз «Чкаловский»);
- сельская амбулатория;
- 3 мечети;
- сельская библиотека;
- музей;
- Каранайаульская средняя школа;
- спортивный зал БК «Горец»;
- детский сад.